# Koeban (rivier)
De Koeban (Russisch: Куба́нь; Adygees: Псыж, Psyzh) is een rivier in het zuidoosten van Europees Rusland. De lengte bedraagt 906 km. De Koeban ontspringt op de Elbroes in de noordelijke Kaukasus en mondt uit in de Zee van Azov. De voornaamste stad aan de rivier is Krasnodar.
Het steppegebied langs de rivier heet eveneens Koeban en was het woongebied van de Koeban-Kozakken.
- Gemeinsame Normdatei: 4033343-7